# Alison Jackson
Alison Jackson, född 1960, är en fotograf från Storbritannien som bland annat är känd för sina look-a-like-porträtt av kända musiker, skådespelare, idrottsutövare och kungligheter.

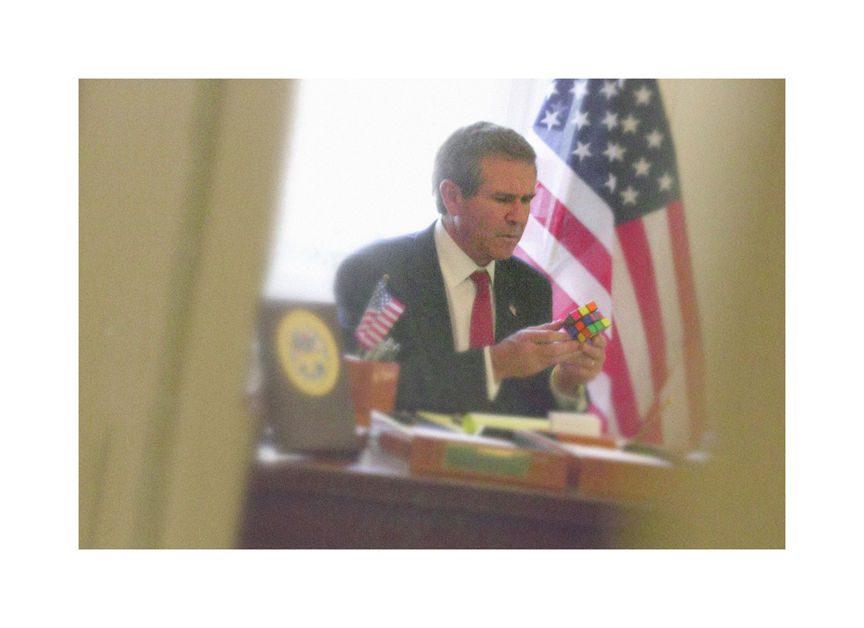
En imitatör av George W. Bush, fotograferad av Alison Jackson.